# (613490) 2006 RJ103
(613490) 2006 RJ103 ist ein Neptun-Trojaner, der 2006 im Rahmen des Sloan Digital Sky Survey mit dem 2,5-m-Teleskop des Apache-Point-Observatoriums entdeckt wurde. Er war der fünfte derartige Körper, der entdeckt wurde. Er hat dieselbe Bahnperiode wie Neptun und kreist auf dem Lagrangepunkt L4, 60° vor Neptun.
Bei einer Magnitude von 7,5 hat er einen Durchmesser von 85 bis 190 km.